# Rossia pacifica
Rossia pacifica is een inktvissensoort uit de familie van de Sepiolidae. De wetenschappelijke naam van de soort werd voor het eerst geldig gepubliceerd in 1911 door S. S. Berry.